# Juan José de Amézaga
Juan José de Amézaga Landaraso (Montevidéu, 28 de janeiro de 1881 - 20 de agosto de 1956), foi um político uruguaio, membro do Partido Colorado e Presidente do Uruguai entre 1943 e 1947.

## Antecedentes
Amézaga foi um membro proeminente do Partido Colorado, que governou o país por longos períodos. Ele era advogado de profissão e lecionou essa matéria em nível universitário durante muitos anos. Posteriormente foi Ministro da Indústria.

## Presidente do Uruguai

### Principais características
Ele foi presidente do Uruguai de 1943 a 1947. Seu governo é visto como significativamente a primeira presidência totalmente constitucional desde o golpe de Estado realizado por Gabriel Terra em 1933.
O vice-presidente de Amézaga era Alberto Guani, que já havia se destacado como diplomata veterano. O veterano dirigente socialista Emilio Frugoni foi enviado a Moscou pelo presidente Amézaga, como embaixador do Uruguai .

### 1947
O ano de 1947 abriu com Amézaga, vários anos mais jovem do que o seu sucessor, preparando-se para renunciar ao cargo de Presidente a favor do seu sucessor eleito, Tomás Berreta, já com 70 anos. A presidência de Berreta duraria apenas 5 meses, já que ele morreria no cargo.